# گیرمو آلگز
گیرمو آلگز (انگلیسی: Guillermo Algaze؛ زادهٔ ۲۴ نوامبر ۱۹۵۴) انسان‌شناس و باستان‌شناس اهل کوبا و استاد انسان‌شناسی دانشگاه کالیفرنیا در سان‌دیگو است. او مدیریت پروژهٔ کاوش تیتریس هویوک در جنوب ترکیه را بر عهده داشته‌است.
او در سال ۲۰۰۳ برندهٔ جایزهٔ نابغهٔ مک‌آرتور شده‌است.